# UGO
UGO Entertainment, Inc. fue un sitio web que cubría medios de entretenimiento. El sitio web estaba dirigido a hombres entre 18 y 34 años. La compañía tenía su sede en Nueva York, Estados Unidos.
En mayo de 2011, IGN anunció que se haría cargo de UGO. En marzo de 2012, UGO dejó de funcionar como un sitio web y, por lo tanto, ya no se actualizó. Más tarde, en 2012, UGO.com regresó como un autoproclamado sitio web de cultura popular y comedia que se centró en películas, cómics y videojuegos, con un tono humorístico. El 4 de febrero de 2013, UGO fue completamente adquirida e integrada con IGN, y el sitio web se lanzó el 21 de febrero de 2013. El sitio web ha regresado desde entonces, como una subdivisión de IGN.